# 혼마 시온
혼마 시온(일본어: 本間 至恩, 2000년 8월 9일~)는 일본의 축구 선수이다.

## 구단 경력
그는 2017년 J1리그의 알비렉스 니가타에 입단했다. 2017년후 J2리그에 강등했다. 2022년까지 123경기에 출전하여, 21득점을 넣었다. 2022년부터 2024년까지 클뤼프 브뤼허 KV에서 뛰었다. 2024년 7월 우라와 레즈로 이적했다.